# Thomas Hitschler

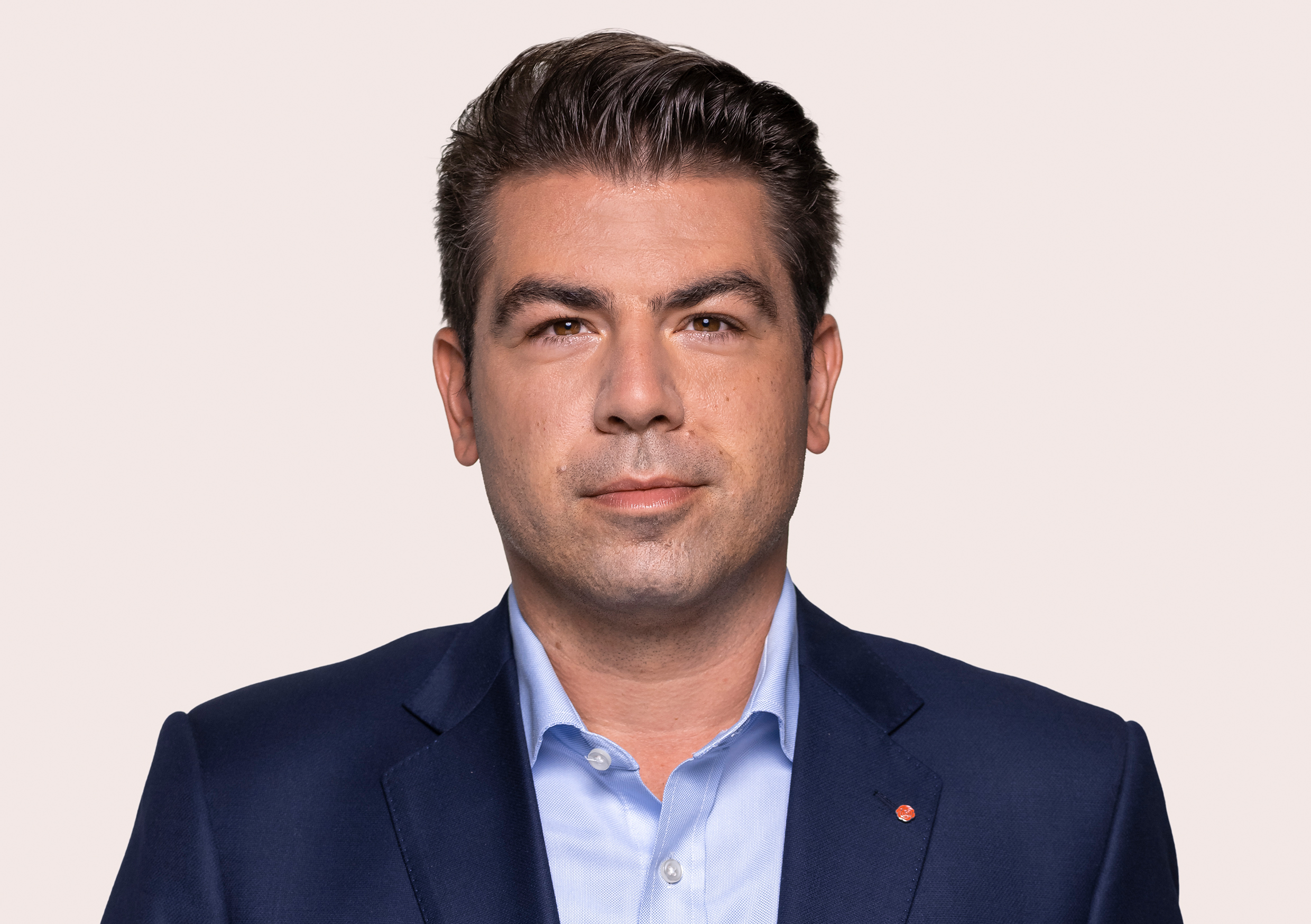
Thomas Hitschler (2021)

Thomas Hitschler (* 22. Juni 1982 in Landau) ist ein deutscher Politiker (SPD). Er war von 2013 bis 2025 Mitglied des Deutschen Bundestages und von 2021 bis 2025 Parlamentarischer Staatssekretär bei dem Bundesminister der Verteidigung.

## Leben
Hitschler wuchs in Herxheimweyher in einer sozialdemokratisch geprägten Familie auf und erhielt das Abitur am Eduard-Spranger-Gymnasium in Landau. Er studierte daraufhin Politikwissenschaft, Öffentliches Recht und Wirtschafts- und Sozialgeschichte zuerst in Würzburg und dann in Mannheim, wo er den akademischen Grad des Magister artium in Politikwissenschaft erhielt.
Nach dem Studienabschluss arbeitete er in der Kommunalverwaltung von Landau und wurde dort persönlicher Referent des Landauer Oberbürgermeisters Hans-Dieter Schlimmer. Von 2010 bis 2013 arbeitete Hitschler als Leiter „Einheitlicher Ansprechpartner“ und persönlicher Referent des Präsidenten der Struktur- und Genehmigungsdirektion Süd in Neustadt an der Weinstraße.
Hitschler war Verbandsgemeinderatsmitglied in Herxheim und dort Vorsitzender der SPD-Fraktion. Er war in den Jahren 2010 bis 2022 Vorsitzender des SPD-Unterbezirks Südpfalz. Von 2014 bis 2022 gehörte er dem Kreistag Südliche Weinstraße an. Hitschler war Vorstandsmitglied im Netzwerk Berlin, Mitherausgeber der Zeitschrift Berliner Republik und stellvertretender Vorsitzender des gleichnamigen Vereins. In den Jahren 2015 bis 2020 gehörte er der Kontrollkommission der SPD an.
Im Juli 2016 wurde Hitschler in den Bezirksvorstand der Arbeiterwohlfahrt (AWO) Pfalz gewählt; seit Oktober 2021 ist er ihr Präsident. Für den SPD-Parteivorstand war Thomas Hitschler von Juni 2018 bis Februar 2020 Beauftragter der Bundespartei für die Bundeswehr. Hitschler ist Mitglied der überparteilichen Europa-Union Deutschland, die sich nach eigenen Angaben für ein föderales Europa und den europäischen Einigungsprozess einsetzt.
Hitschler lebt in Hainfeld.

## Abgeordneter
Bei der Bundestagswahl 2013 und der Bundestagswahl 2017 zog Hitschler über die SPD-Landesliste Rheinland-Pfalz in den Deutschen Bundestag ein. Dort war er ordentliches Mitglied im Verteidigungsausschuss (2013–2021), im Ausschuss für Inneres und Heimat (2019–2021), im Unterausschuss „Abrüstung, Rüstungskontrolle und Nichtverbreitung“ (2015–2017), stellvertretendes Mitglied im Ausschuss für Verkehr und digitale Infrastruktur (2014–2017) und im Ausschuss für Ernährung und Landwirtschaft (2014–2017) sowie Schriftführer. Zusätzlich wurde Hitschler ordentliches Mitglied im Parlamentarischen Kontrollgremium, das für die parlamentarische Kontrolle der Nachrichtendienste BND, BfV und MAD zuständig ist.
Von der SPD-Bundestagsfraktion wurde Hitschler im Jahr 2018 als Mitglied des erweiterten Fraktionsvorstands für die 19. Wahlperiode gewählt. Darüber hinaus war Hitschler von 2019 bis 2021 Mitglied der Deutsch-Französischen Parlamentarischen Versammlung. Im Januar 2019 wählte die Landesgruppe Rheinland-Pfalz Hitschler zum Sprecher.
Bei der Bundestagswahl 2021 trat Thomas Hitschler als Spitzenkandidat der rheinland-pfälzischen SPD an und gewann als erster SPD-Kandidat das Direktmandat im Wahlkreis Südpfalz. Er war ab 8. Dezember 2021 Parlamentarischer Staatssekretär bei der Bundesministerin der Verteidigung, Christine Lambrecht. Nach dem Rücktritt von Christine Lambrecht war er vom 19. Januar 2023 bis zum 6. Mai 2025 Parlamentarischer Staatssekretär beim Bundesminister der Verteidigung, Boris Pistorius.
Im Dezember 2023 gab Hitschler bekannt, bei der Bundestagswahl 2025 nicht erneut kandidieren zu wollen. Mit der Bildung des Kabinett Merz schied Hitschler im Mai 2025 aus dem Amt des Parlamentarischen Staatssekretär aus.

## Politische Positionen
Gemeinsam mit 13 anderen Abgeordneten der SPD-Bundestagsfraktion stimmte Hitschler im Bundestag gegen Alexander Dobrindts Plan zur Einführung einer Pkw-Maut, da seine Forderungen nicht erfüllt seien und er sie daher als schädlich für die Menschen in seinem Wahlkreis ansehe.
In der Flüchtlingskrise verfasste diese Gruppe im Januar 2016 einen gemeinsamen Brief an Bundeskanzlerin Angela Merkel. Darin wird die Kanzlerin aufgefordert, an einem humanitären und europäischen Kurs festzuhalten und ihre Richtlinienkompetenz gegen Querschüsse aus dem eigenen Lager zu nutzen.
In der Syrien-Krise sprach sich Hitschler als einer der ersten Abgeordneten dafür aus, Verbündete bei Luftschlägen gegen den Islamischen Staat zu unterstützen. Russland kritisierte er dafür, auch andere Ziele als den IS zu bombardieren.
Vorstöße der CDU, die Bundeswehr künftig auch im Inland einzusetzen, lehnte Hitschler entschieden ab. Soldaten seien keine Hilfspolizisten. Der Vorschlag trage nicht zur Sicherheit bei, spare kein Geld und sei nicht mit der SPD abgestimmt.
Als Mitglied des Berliner Netzwerkes verfasste Hitschler ein Positionspapier, in dem eine „Enquete-Kommission zur Weiterentwicklung der parlamentarischen Demokratie in Deutschland“ gefordert wird. Darin werden unter anderem die Anzahl der Abgeordneten, die Gestaltung der Fragestunden, die Präsenz im Plenum, Änderungen bei der Immunität der Parlamentarier sowie das Wahlrecht zur Diskussion gestellt.